# Vlag van Daejeon

Vlag van Daejeon

De vlag van Daejeon bestaat uit een groene achtergrond waarop het provincielogo is afgebeeld. De vlag is in huidige vorm sinds 18 maart 1995 in gebruik.

## Symboliek
Het groene bloemblaadje-achtige ontwerp symboliseert landbouwgronden, woongebieden en de roos van Sharon. In het symbool staan de Chinese karakters voor dae. Het is een van de karakters die wordt gebruikt bij het schrijven van de naam van de stad. Het betekent grootsheid en toont het beeld van Daejeon dat voortdurend uitdagingen overwint voor verdere ontwikkeling. Het symboliseert ook de geesten en dromen van de inwoners van Daejeon om van Daejeon het centrum van transport, administratie, wetenschap, cultuur en distributie in het land te maken.

## Vorige vlag

Vorige vlag, gebruikt van 29 juli 1972 tot 18 maart 1995.

De vorige vlag werd op 29 juli 1972 aangenomen, en toont een oud provincielogo op een marineblauwe achtergrond.

### Symboliek
- Het "大" gestileerde karakter van Daejeon, gelegen in het centrum van transport, wat fundamenteel is voor de ontwikkeling van de stad.
- Het "田" gestileerde karakter van Daejeon, en de veiligheid en ordelijkheid van de stad.
- De drie-eenheid van de militaire en civiele drie-eenheid, die eenheid toont.[1]